# La nit a la Terra
La nit a la Terra (títol original en anglès Night on Earth) és una pel·lícula de 1991 escrita i dirigida per Jim Jarmusch, i coproduïda entre França, Itàlia, el Regne Unit, Alemanya, Estats Units i Japó. El 1993 va obtenir el Premi Independent Spirit a la millor fotografia (per Frederick Elmes). La banda sonora va anar a càrrec de Tom Waits.
Seguint un esquema similar al de Mystery Train, que era un tríptic, la pel·lícula antològica La nit a la Terra presenta en 5 segments les històries paral·leles de diversos personatges que es troben en indrets ben diferents del planeta (Los Angeles, Nova York, París, Roma i Hèlsinki) i les seves vicissituds en una nit plena d'anècdotes. En aquest cas, l'element comú que les uneix és un taxi.

## Argument
"Los Angeles"
Un vespre Victoria Snelling (Gena Rowlands), una agent de càsting, agafa un taxi a l'aeroport i es passa tot el viatge intentant solucionar negocis per telèfon. Corky (Winona Ryder), la conductora, refusa l'oferta de Victoria de convertir-la en estrella de cinema, assegurant-li que prefereix seguir amb la seva sòlida carrera al volant i convertir-se en mecànica.
"Nova York"

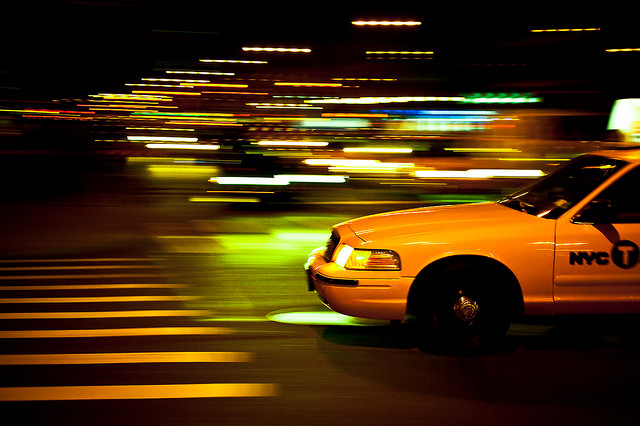
Un taxi a la nit de Nova York.

Helmut Grokenberger (Armin Mueller-Stahl), un immigrant de l'Alemanya Occidental, porta el taxi des de fa poc, ja que abans treballava de pallasso. Es perd constantment en una ciutat i una cultura que no entén i li costa dominar el cotxe, de transmissió automàtica. YoYo (Giancarlo Esposito), el seu passatger, acaba conduint ell mateix fins a Brooklyn i recollint la seva cunyada Angela (Rosie Perez) pel camí.
"París"
A la nit, un taxista de Costa d'Ivori (Isaach de Bankolé) es veu en la tesitura d'haver d'expulsar del seu taxi uns diplomàtics africans que van borratxos (Pascal N'Zonzi i Emile Abossolo M'Bo), i s'hi puja una bonica noia cega (Béatrice Dalle), amb qui intentarà parlar de la vida i la ceguesa. Però les seves diferències culturals i d'experiències de la vida dificultaran aquesta comunicació. Quan la noia baixa ell se sent fascinat i, despistat mirant-la, toparà amb un altre cotxe, el conductor del qual l'acusa d'estar cec.
"Roma"
Gino (Roberto Benigni) és un taxista excèntric que a l'alba recull un capellà (Paolo Bonacelli) i, de sobte, sent la necessitat de confessar-li els seus pecats. A mesura que va explicant-li amb detall i sense pudor tota la seva vida sexual, el passatger s'anirà incomodant cada vegada més fins a acabar patint un atac de cor al seient del darrere.
"Hèlsinki"
Mika (Matti Pellonpää) és el conductor del taxi al que pugen un vespre tres treballadors que van beguts (Kari Väänänen, Sakari Kuosmanen i Tomi Salmela), els quals es queixaran durant tot el viatge explicant-li històries desafortunades i parlant de la desolació i injustícia de l'amor, la vida i la mort. Però Mika té una història encara més dura per explicar.

## Repartiment
"Los Angeles"
- Winona Ryder: Corky (taxista)

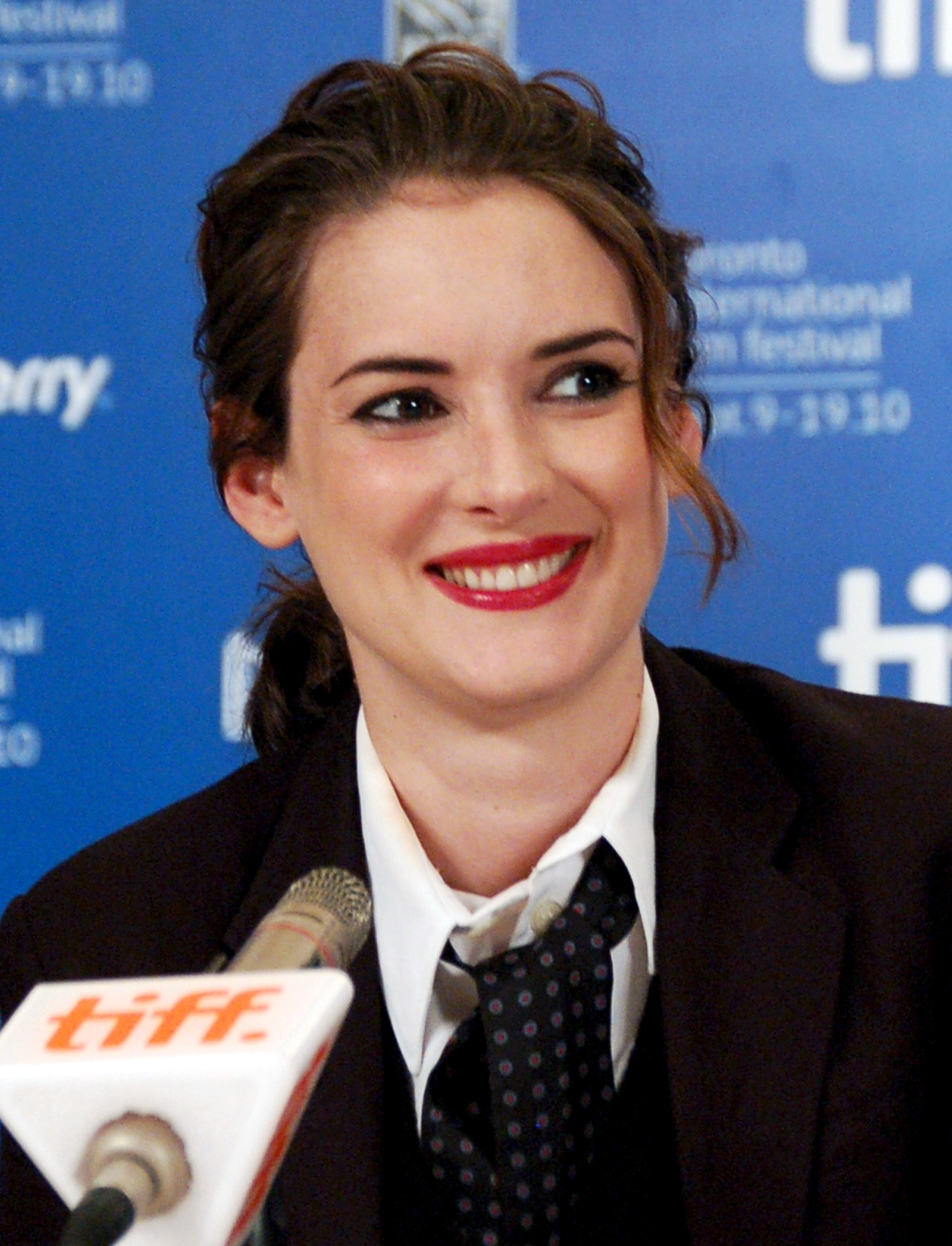
Winona Ryder, al Festival Internacional de Cinema de Toronto de 2010.

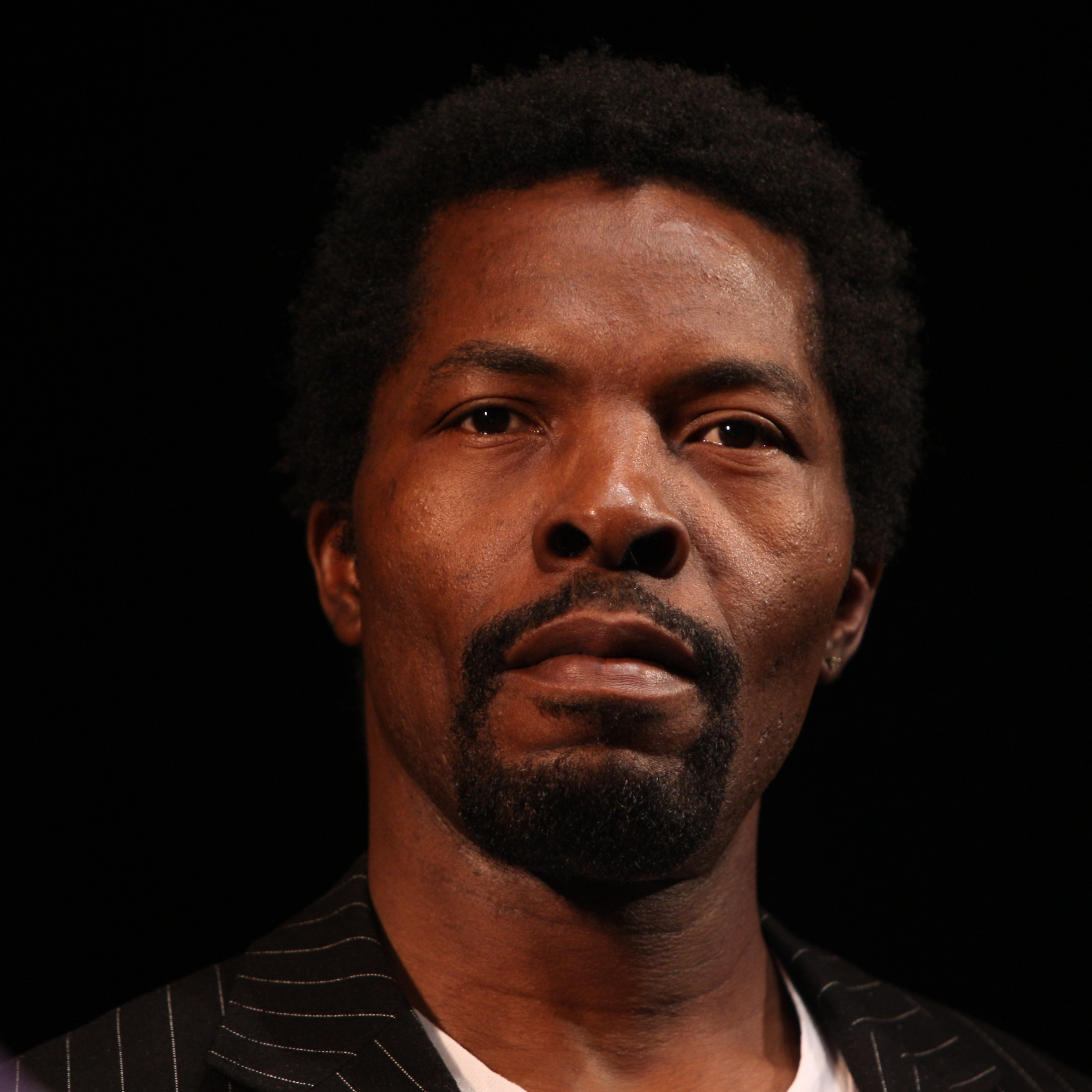
Isaach de Bankolé al Festival Internacional de Cinema de Karlovy Vary de 2009.

- Gena Rowlands: Victoria Snelling (passatgera)

"Nova York"
- Armin Mueller-Stahl: Helmut Grokenberger (taxista i passatger)
- Giancarlo Esposito: YoYo (passatger i taxista)
- Rosie Perez: Angela (passatgera)

"París"
- Isaach de Bankolé: taxista sense nom
- Béatrice Dalle: dona cega (passatgera)
- Pascal N'Zonzi: passatger africà sense nom
- Emile Abossolo M'Bo: passatgera africana sense nom

"Roma"
- Roberto Benigni: Gino (taxista)
- Paolo Bonacelli: capellà (passatger)

"Hèlsinki"
- Matti Pellonpää: Mika (taxista)
- Kari Väänänen, Sakari Kuosmanen i Tomi Salmela: passatgers

## Al voltant de la pel·lícula
Jarmusch va escriure el guió en uns vuit dies, i va triar algunes ciutats d'acord amb els actors amb qui volia treballar.
Les històries giren entorn de la incomunicació i la soledat; el taxista, malgrat estar en permanent contacte amb altres persones per la seva feina, en realitat està aïllat dins el seu propi taxi.
Jarmusch va voler retre homenatge als seus amics directors Mika i Aki Kaurismäki en el segment que transcorre a Hèlsinki, utilitzant els seus noms de pila per als personatges. Els finesos han treballat amb els actors que hi apareixen en diverses ocasions.

## Banda sonora
Night on Earth és un àlbum de Tom Waits editat per Island Records el 1991 i gravat als Prairie Sun Studios. Waits va escriure tots els temes, i va arranjar-los juntament amb Francis Thumm. Els músics que hi van participar van ser el mateix Waits (veu, harmònium, bateria, percussió, piano), Ralph Carney (trompeta, saxòfons, clarinets, baríton), Josef Brinckmann (acordió), Matthew Brubeck (violoncel), Joe Gore (guitarra, banjo), Clark Suprynowitz (baix) i Francis Thumm (harmònium, orgue).
Waits aporta a la partitura un aire internacional molt adient al film de Jim Jarmusch. La principal influència del músic és Kurt Weill, i fa servir alguns instruments per tal de recrear l'estil esgarrifós i enganxós d'aquest. Tots els temes són instrumentals, a excepció dels coescrits amb Kathleen Brennan, i que Waits interpreta d'una manera calmada i melòdica.

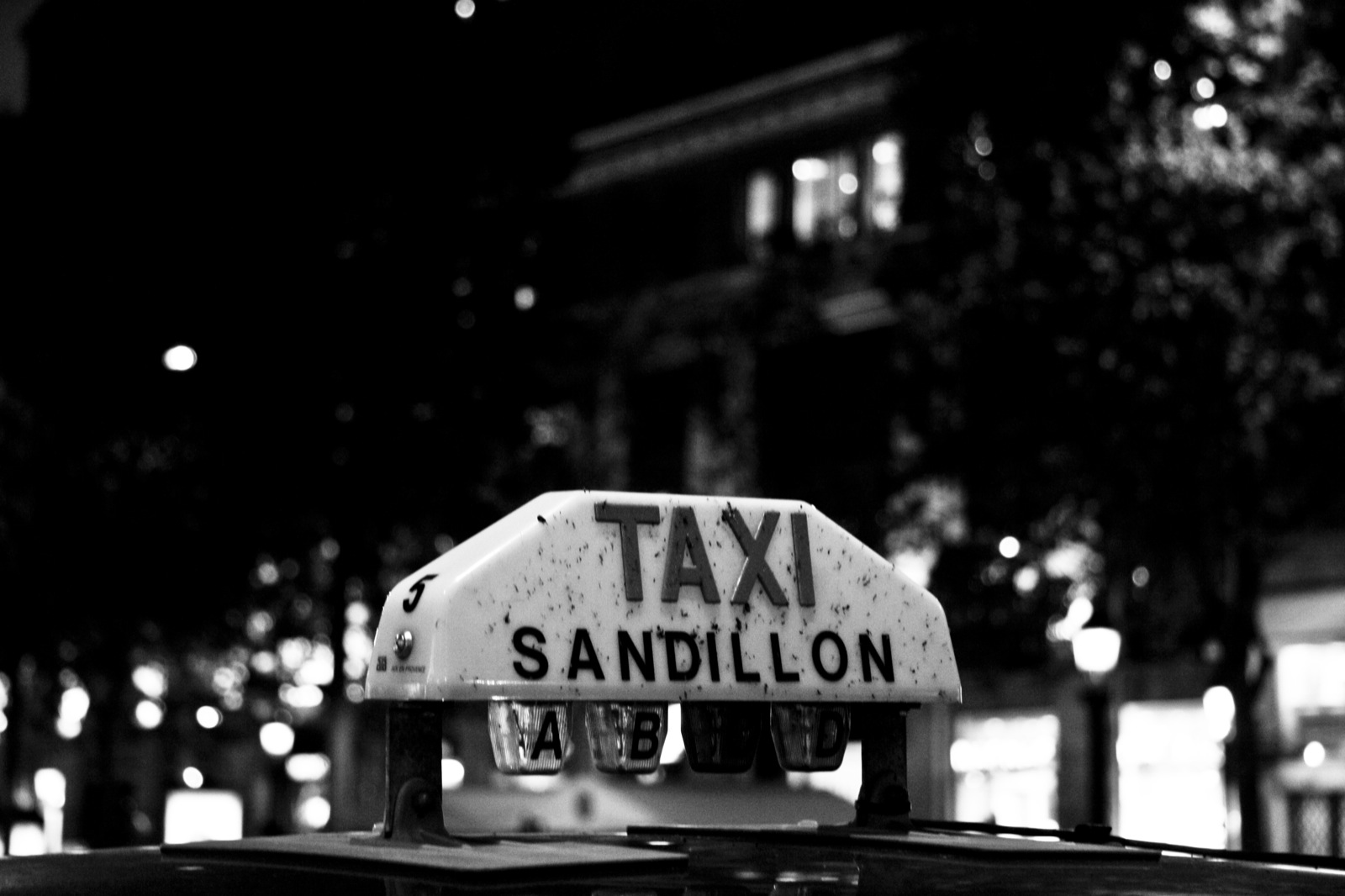
Taxi a la nit parisenca.

Els temes que apareixen a la banda sonora de la pel·lícula són:
1. "Back in the Good Old World (Gypsy)" (coescrita amb Kathleen Brennan) - 2:30
2. "Los Angeles Mood (Chromium Descensions)" (instrumental) - 2:35
3. "Los Angeles Theme (Another Private Dick)" (instrumental) - 4:28
4. "New York Theme (Hey, You Can Have that Heart Attack Outside Buddy)" (instrumental) - 4:03
5. "New York Mood (New Haircut and a Busted Lip)" (instrumental) - 2:38
6. "Baby, I'm Not a Baby Anymore (Beatrice Theme)" (instrumental) - 1:58
7. "Good Old World (Waltz)" (instrumental) - 2:46
8. "Carnival (Brunello Del Montalcino)" (instrumental) - 3:05
9. "On the Other Side of the World" (coescrita amb Kathleen Brennan) - 5:19
10. "Good Old World (Gypsy instrumental)" - 2:19
11. "Paris Mood (Un De Fromage)" (instrumental) - 2:38
12. "Dragging a Dead Priest" (instrumental) - 4:00
13. "Helsinki Mood" (instrumental) - 4:10
14. "Carnival Bob's Confession" (instrumental) - 2:17
15. "Good Old World (Waltz)" (coescrita amb Kathleen Brennan) - 3:56
16. "On the Other Side of the World" (instrumental) - 3:59